# 復辟
復辟，可以指原本失去君位的君主，再次登基為王（也可以是皇帝或總統）。即重祚。
或指曾經是君主制國家，在改行共和（Republic）政體後，原先有歷史來源的前朝君主制君主（皇帝、國王、親王等）再次成為國家元首的政治現象。
辟，意為君主。如唐代元稹的《遷廟議》：「中宗復辟中興，當為百代不遷之廟。」

## 例子
- 中國
  - 商朝
    - 太甲子至

  - 周朝
    - 周惠王姬聞
    - 鄭昭公姬忽（鄭國）
    - 鄭厲公姬突（鄭國）
    - 周襄王姬鄭
    - 楚惠王熊章（楚国白公之亂）

  - 晉朝
    - 晉惠帝司馬衷（八王之乱）
    - 晉安帝司馬德宗（桓玄之乱）

  - 唐朝
    - 唐中宗李顯（神龙革命）
    - 唐睿宗李旦（唐隆政变）
    - 唐昭宗李曄

  - 宋朝
    - 宋高宗趙構（苗劉兵變）

  - 元朝
    - 元文宗圖帖睦爾（天曆之變）

  - 明朝
    - 明英宗朱祁鎮（奪門之變）

  - 清朝
    - 清遜帝溥儀（張勳復辟）

- 日本
  - 皇极天皇
  - 孝谦天皇
- 英国
  - 斯图亚特王朝复辟
- 法国
  - 法国波旁复辟
  - 拿破崙百日
  - 拿破仑三世

- 匈牙利
  - 霍爾蒂·米克洛什

- 西班牙
  - 阿方索十二世
  - 弗朗西斯科·佛朗哥
  - 胡安·卡洛斯一世

- 柬埔寨
  - 诺罗敦·西哈努克

- 保加利亞
  - 西美昂二世保加利亞總理